# Parco nazionale di Linnansaari
Il parco nazionale di Linnansaari (Linnansaaren kansallispuisto in finlandese) è un parco nazionale della Finlandia, fondato nel 1956 e situato nell'area di Saimaa. Oltre all'isola di Linnansaari, è composto, da circa 130 isole disabitate e da centinaia di altre isole più piccole, situate nella zona di Haukivesi, Savonlinna e Rantasalmi.
Nelle acque del parco vive una piccola popolazione di foche dagli anelli appartenenti alla sottospecie Pusa hispida saimensis, considerata in pericolo di estinzione; nel 1999 è stata registrata la presenza di 50 esemplari nel parco, mentre più a sud, sempre nel lago Saimaa, ve ne sono circa 200.
Da queste parti è anche possibile osservare alcuni rari uccelli, come il falco pescatore.